# Tournoi de clôture du championnat du Paraguay de football 2017
Navigation
Tournoi précédent Tournoi suivant
Le tournoi de clôture de la saison 2017 du Championnat du Paraguay de football est le second tournoi semestriel de la cent-septième saison du championnat de première division au Paraguay. Les douze clubs participants sont réunis au sein d'une poule unique où ils affrontent leurs adversaires deux fois, à domicile et à l'extérieur. À l’issue du tournoi, un classement cumulé des trois dernières années permet de déterminer les deux clubs relégués en deuxième division.
C'est le Cerro Porteño qui remporte le tournoi après avoir terminé en tête du classement final, avec trois points d'avance sur le Club Olimpia. C'est le trente-deuxième titre de champion du Paraguay de l'histoire du club.

## Qualifications continentales
Le vainqueur du tournoi Clôture est qualifié pour la Copa Libertadores 2018. De plus, un classement cumulé des deux tournois de la saison permet d’attribuer les deux dernières places en Copa Libertadores et les quatre clubs qualifiés pour la Copa Sudamericana 2018.

## Les clubs participants
- Club Libertad
- Club Nacional
- Cerro Porteño
- Club Guaraní
- Club Sportivo Luqueño
- Club Sol de América
- Club Olimpia
- Club Deportivo Capiatá
- Club General Díaz
- Club Sportivo Trinidense
- Independiente Campo Grande
- Club Rubio Ñu

## Compétition
Le barème utilisé pour établir le classement est le suivant :
- Victoire : 3 points
- Match nul : 1 point
- Défaite : 0 point

### Classement
| Rang | Équipe                     | Pts | J  | G  | N | P  | Bp | Bc | Diff |
| ---- | -------------------------- | --- | -- | -- | - | -- | -- | -- | ---- |
| 1    | Cerro Porteño              | 45  | 22 | 14 | 3 | 5  | 41 | 23 | +18  |
| 2    | Club Olimpia               | 42  | 22 | 12 | 6 | 4  | 37 | 20 | +17  |
| 3    | Club Guaraní               | 37  | 22 | 12 | 1 | 9  | 36 | 29 | +7   |
| 4    | Club General Díaz          | 35  | 22 | 9  | 8 | 5  | 30 | 21 | +9   |
| 5    | Club Sportivo Luqueño      | 33  | 22 | 9  | 6 | 7  | 36 | 31 | +5   |
| 6    | Club Sol de América        | 28  | 22 | 7  | 7 | 8  | 26 | 30 | -4   |
| 7    | Club Nacional              | 27  | 22 | 6  | 9 | 7  | 26 | 30 | -4   |
| 8    | Club LibertadT             | 26  | 22 | 7  | 5 | 10 | 26 | 27 | -1   |
| 9    | Club Deportivo Capiatá     | 26  | 22 | 6  | 8 | 8  | 19 | 22 | -3   |
| 10   | Club Rubio Ñu              | 25  | 22 | 6  | 7 | 9  | 16 | 25 | -9   |
| 11   | Club Sportivo Trinidense   | 19  | 22 | 4  | 7 | 11 | 20 | 28 | -8   |
| 12   | Independiente Campo Grande | 18  | 22 | 5  | 3 | 14 | 16 | 41 | -25  |

|  | Qualification pour la Copa Libertadores 2018 |
|  | T : Tenant du titre                          |

| Résultats (▼dom., ►ext.)   | CCP | CAP | GEN | GUA | IND | LIB | NAC | OLI | RUB | SOL | SLU | STR |
| Cerro Porteño              |     | 2-0 | 2-1 | 4-0 | 1-0 | 1-1 | 3-1 | 1-1 | 1-0 | 3-2 | 4-1 | 1-0 |
| Club Deportivo Capiatá     | 2-1 |     | 0-2 | 3-2 | 0-1 | 1-0 | 1-0 | 1-2 | 1-2 | 3-0 | 2-3 | 0-0 |
| Club General Díaz          | 2-1 | 0-0 |     | 5-2 | 4-0 | 0-2 | 1-1 | 1-0 | 0-0 | 4-1 | 1-1 | 1-1 |
| Club Guaraní               | 2-1 | 3-2 | 0-1 |     | 3-0 | 2-1 | 3-2 | 3-0 | 0-1 | 0-1 | 1-2 | 2-3 |
| Independiente Campo Grande | 3-2 | 0-0 | 1-3 | 0-1 |     | 0-1 | 1-2 | 1-3 | 0-0 | 4-1 | 0-3 | 0-2 |
| Club Libertad              | 2-3 | 0-0 | 1-2 | 0-0 | 3-0 |     | 0-2 | 2-1 | 0-0 | 0-3 | 1-2 | 0-1 |
| Club Nacional              | 1-2 | 0-0 | 2-0 | 0-4 | 5-0 | 2-1 |     | 1-1 | 1-1 | 1-1 | 1-1 | 0-5 |
| Club Olimpia               | 2-1 | 1-2 | 1-0 | 2-0 | 2-2 | 1-0 | 2-0 |     | 3-0 | 2-2 | 3-2 | 2-0 |
| Club Rubio Ñu              | 0-3 | 2-0 | 0-0 | 0-1 | 0-1 | 2-4 | 0-1 | 0-0 |     | 1-2 | 3-3 | 1-0 |
| Club Sol de América        | 0-0 | 1-1 | 1-1 | 0-2 | 3-1 | 1-2 | 1-1 | 0-3 | 1-2 |     | 1-0 | 2-1 |
| Club Sportivo Luqueño      | 2-3 | 0-0 | 3-0 | 0-2 | 2-0 | 1-3 | 1-1 | 1-1 | 3-0 | 0-2 |     | 1-0 |
| Club Sportivo Trinidense   | 0-1 | 0-0 | 1-1 | 1-3 | 0-1 | 2-2 | 1-1 | 0-4 | 0-1 | 0-0 | 2-4 |     |

### Classements cumulés
| Rang | Équipe                     | Pts | J  | G  | N  | P  | Bp | Bc | Diff |
| ---- | -------------------------- | --- | -- | -- | -- | -- | -- | -- | ---- |
| 1    | Club Guaraní               | 85  | 44 | 27 | 4  | 13 | 84 | 60 | +24  |
| 2    | Cerro PorteñoClo           | 80  | 44 | 25 | 5  | 14 | 67 | 49 | +18  |
| 3    | Club Olimpia               | 78  | 44 | 21 | 15 | 8  | 69 | 43 | +26  |
| 4    | Club LibertadOuv           | 75  | 44 | 22 | 9  | 13 | 66 | 41 | +25  |
| 5    | Club Sol de América        | 62  | 44 | 15 | 17 | 12 | 57 | 49 | +8   |
| 6    | Club General Díaz          | 60  | 44 | 15 | 15 | 14 | 52 | 53 | -1   |
| 7    | Club Sportivo Luqueño      | 50  | 44 | 12 | 14 | 18 | 57 | 64 | -7   |
| 8    | Club Nacional              | 50  | 44 | 11 | 17 | 16 | 50 | 60 | -10  |
| 9    | Club Deportivo Capiatá     | 50  | 44 | 13 | 11 | 20 | 40 | 53 | -13  |
| 10   | Independiente Campo Grande | 47  | 44 | 12 | 11 | 21 | 43 | 68 | -25  |
| 11   | Club Rubio Ñu              | 45  | 44 | 10 | 15 | 19 | 41 | 60 | -19  |
| 12   | Club Sportivo Trinidense   | 34  | 44 | 5  | 19 | 20 | 43 | 69 | -26  |

| Rang | Équipe                     | Pts   | J   | G | N | P | Bp | Bc | Diff |
| ---- | -------------------------- | ----- | --- | - | - | - | -- | -- | ---- |
| 1    | Club Guaraní               | 1,924 | 132 |   |   |   |    |    |      |
| 2    | Club Olimpia               | 1,871 | 132 |   |   |   |    |    |      |
| 3    | Cerro Porteño              | 1,833 | 132 |   |   |   |    |    |      |
| 4    | Club Libertad              | 1,773 | 132 |   |   |   |    |    |      |
| 5    | Club Sol de América        | 1,379 | 132 |   |   |   |    |    |      |
| 6    | Club Deportivo Capiatá     | 1,296 | 132 |   |   |   |    |    |      |
| 7    | Club Sportivo Luqueño      | 1,212 | 132 |   |   |   |    |    |      |
| 8    | Club General Díaz          | 1,144 | 132 |   |   |   |    |    |      |
| 9    | Club Nacional              | 1,114 | 132 |   |   |   |    |    |      |
| 10   | Independiente Campo Grande | 1,068 | 44  |   |   |   |    |    |      |
| 11   | Club Rubio Ñu              | 1,068 | 132 |   |   |   |    |    |      |
| 12   | Club Sportivo Trinidense   | 0,773 | 44  |   |   |   |    |    |      |

#### Barrage de relégation
Le Club Rubio Ñu et le Independiente Campo Grande étant à égalité parfaite au classement cumulé, ils doivent disputer un match de barrage pour déterminer le deuxième clubs relégué en deuxième division.
| 15 décembre 2017 | Club Rubio Ñu | 1 - 3 | Independiente Campo Grande             | Estadio General Adrian Jara, Luque |                         |
| 19:00            | Gonzalez 74e  |       | 2e Portillo · 8e Bogado · 64e Ferreira | Arbitrage : Eber Aquino            | Arbitrage : Eber Aquino |
| 19:00            | (Rapport)     |       |                                        | Arbitrage : Eber Aquino            | Arbitrage : Eber Aquino |

## Bilan de la saison
| Championnat du Paraguay de football 2017 |                            |
| Champion                                 | Cerro Porteño (32e titre)  |
| Qualifications continentales             |                            |
| Copa Libertadores 2018                   | Cerro Porteño              |
| Copa Libertadores 2018                   | Club Guaraní               |
| Copa Libertadores 2018                   | Club Olimpia               |
| Copa Libertadores 2018                   | Club Libertad              |
| Copa Sudamericana 2018                   | Club General Díaz          |
| Copa Sudamericana 2018                   | Club Sol de América        |
| Copa Sudamericana 2018                   | Club Nacional              |
| Copa Sudamericana 2018                   | Club Sportivo Luqueño      |
| Promotions et relégations                |                            |
| Promus en Primera División               | Club Atlético 3 de Febrero |
| Promus en Primera División               | Deportivo Santaní          |
| Relégués en División Intermedia          | Club Rubio Ñu              |
| Relégués en División Intermedia          | Club Sportivo Trinidense   |